# Дебец Георгій Францович
Георгій Францевич Дебец (7 грудня 1905, Томськ — 19 січня 1969) — радянський антрополог.

## Життєпис
Народився в Томську. За походженням француз. Батько викладав французьку мову в місцевих гімназіях. У червні 1925 закінчив історичний факультет Іркутського державного університету, захистивши дипломну роботу «Підсумки і завдання доісторичної археології в Західному Забайкаллі», виконану під керівництвом професора Б. Е. Петрі. Початкові наукові інтереси були пов'язані з археологією, а потім з вивченням палеоантропологічних матеріалів. Завідував археологічним відділенням Іркутського краєзнавчого музею.
У 1927 році вступив до аспірантури Інституту антропології МДУ. У тому ж році учасник археологічних робіт Середньоволзької експедиції ДАІМК в Чувашії під керівництвом П. П. Єфименка. З 1932 року був старшим науковим співробітником Інституту етнографії АН СРСР. З 1941 року доктор біологічних наук, з 1944 року професор. З 1968 року віце-президент Міжнародного союзу антропологічних та етнографічних наук.
Основні праці відносно проблем расознавства, етнічної антропології, палеоантропології і антропогенезу, а також за антропологічним складом народів, що населяли СРСР.
Організатор і учасник багатьох антропологічних та археологічних експедицій, що охопили центральні регіони Росії, Сибіру, Чукотки, Камчатки, Далекого Сходу, Середньої Азії, Кавказу, за межами СРСР — Фінляндії і Афганістану. Зібрав і досліджував великий антропологічний матеріал по древньому населенню території СРСР.
Розробив ряд методик антропологічних, у тому числі краніологічних досліджень. Обґрунтував велике значення антропологічного матеріалу як історичного джерела.
Відстоював походження більшості сучасних гібридних рас шляхом генетичного змішування Homo Sapiens з архантропами (наприклад з неандертальцем), що мало місце в деякому далекому минулому.

## Роботи
- - Дебец Г. Ф. Палеоантропология СССР. — М., 1948. — Т. IV. — (Труды института этнографии АН СССР).
  - Дебец Г. Ф. Антропологические исследования в Камчатской области. — М., 1951.
  - Алексеев В. П., Дебец Г. Ф. Краниометрия. — М., 1964.
  - Дебец Г. Ф. Палеоантропологические находки в Костенках // Советская этнография. — 1955. — № 1.
  - Дебец Г. Ф. О некоторых направлениях изменений в строении человека современного вида (рус.) // Советская этнография. — 1961. — № 2.
  - Атлас народов мира